# Marion (Dakota del Nord)
Marion és una població dels Estats Units a l'estat de Dakota del Nord. Segons el cens del 2000 tenia 146 habitants.

## Demografia
Segons el cens del 2000, Marion tenia 146 habitants, 71 habitatges, i 40 famílies. La densitat de població era de 67,1 hab./km².
Dels 71 habitatges en un 21,1% hi vivien nens de menys de 18 anys, en un 49,3% hi vivien parelles casades, en un 5,6% dones solteres, i en un 42,3% no eren unitats familiars. En el 40,8% dels habitatges hi vivien persones soles el 22,5% de les quals corresponia a persones de 65 anys o més que vivien soles. El nombre mitjà de persones vivint en cada habitatge era de 2,06 i el nombre mitjà de persones que vivien en cada família era de 2,8.
Per edats la població es repartia de la següent manera: un 20,5% tenia menys de 18 anys, un 4,8% entre 18 i 24, un 19,9% entre 25 i 44, un 26% de 45 a 60 i un 28,8% 65 anys o més.
L'edat mediana era de 49 anys. Per cada 100 dones de 18 o més anys hi havia 96,6 homes.
La renda mediana per habitatge era de 21.250 $ i la renda mediana per família de 24.583 $. Els homes tenien una renda mediana de 16.250 $ mentre que les dones 21.042 $. La renda per capita de la població era d'11.443 $. Entorn del 10,4% de les famílies i el 22,8% de la població estaven per davall del llindar de pobresa.

## Poblacions més properes
El següent diagrama mostra les poblacions més properes.